# 卡姆兰
卡姆兰（法語：Camelin，法語發音：[kamlɛ̃]）是法国上法蘭西大區埃纳省的一个市镇，位于该省西部，属于拉昂区。

## 地理
卡姆兰（49°31'29"N, 3°8'3"E）面积9.15 平方千米，位于法国上法蘭西大區埃纳省，该省份为法国北部内陆省份，北起北部省，西接索姆省和瓦兹省，东临阿登省和马恩省，西南至塞纳-马恩省，东北部与比利时接壤。
与卡姆兰接壤的市镇（或旧市镇、城区）包括：贝梅、布莱朗库尔、布吉尼翁苏库西、基耶尔济、布雷蒂尼、屈特、楠塞勒。

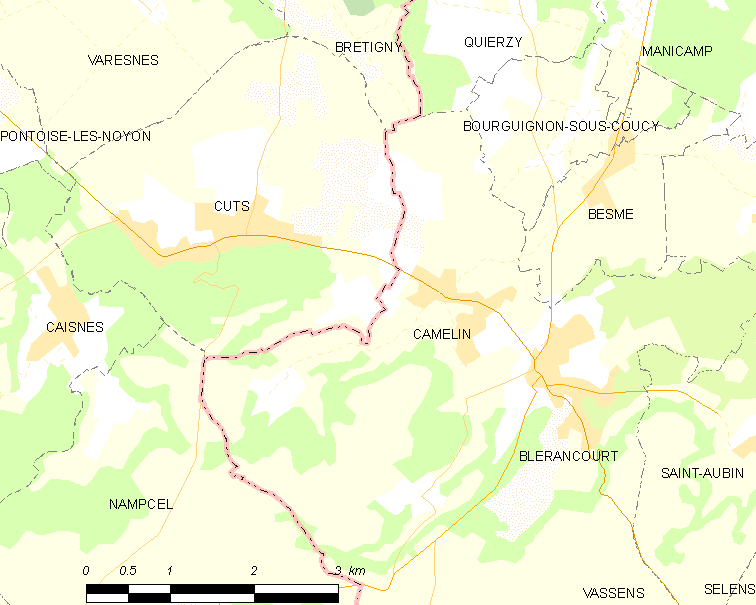
卡姆兰的OSM定位图

卡姆兰的时区为UTC+01:00、UTC+02:00（夏令时）。

## 行政
卡姆兰的邮政编码为02300，INSEE市镇编码为02140。

## 政治
卡姆兰所属的省级选区为埃纳河畔维克县。

## 人口

1962-2008年间卡姆兰人口变化图示

卡姆兰于2022年1月1日时的人口数量为436人。